# Вестник связи
«Вестник связи» — ежемесячный российский журнал освящающий перспективы развития телекоммуникаций в России и в мире, издаваемый непрерывно с 1917 года. В советское время журнал выпускался под эгидой министерства связи СССР.
В журнале регулярно публикуются новости и информация о деятельности компаний — операторов связи и их ассоциации, ведомственных сетей связи в России и т. п.
Тематика журнала: фиксированная и подвижная связь, беспроводные решения, документальная связь, технологии доступа в Интернет, кабельные системы, бизнес в области связи, в том числе маркетинг, кредитно-финансовая деятельность, управление качеством.
Все статьи, поступающие в Редколлегию журнала, в обязательном порядке проходят научное рецензирование и редактирование. Журнал входит в Список ВАК — перечень периодических изданий, в которых рекомендуется публикация основных результатов диссертаций на соискание учёных степеней кандидата наук и доктора наук. Плата с авторов (в том числе с аспирантов) за публикацию рукописей в журнале «Вестник связи» не взимается. 
Считается одним из самых популярных журналов среди специалистов и одним из ведущих в данной отрасли.
В журнале имеется важная рубрика "Новости МСЭ", в которой размещаются статьи об актуальных международных мероприятиях в области электросвязи и информационно-коммуникационных технологий (ИКТ) - Полномочной конференции, Всемирной конференции радиосвязи, Всемирной ассамблее по стандартизации электросвязи, Всемирной конференции по развитию электросвязи, Всемирной конференции по международной электросвязи и других, проводимых по линии Международного союза электросвязи (МСЭ), специализированного учреждения ООН в области электросвязи и ИКТ.
Журнал распространяется по подписке. Сокращенная электронная версия издания, а также архив таких выпусков за последние несколько лет находятся в свободном доступе на официальном сайте.